# Robin Sharman
Robin Sharman (Repton, 8 december 1979) is een Engels voormalig wielrenner. In 2000 werd hij tweede op het Britse kampioenschap voor beloften.

## Belangrijkste overwinningen
2006
- Rutland-Melton Cicle Classic

## Ploegen
- 2005 –  Recycling.co.uk-MG X-Power
- 2006 –  Recycling.co.uk